# Bobingen–Landsberg am Lech-vasútvonal
A Bobingen–Landsberg am Lech-vasútvonal, vagy más néven a Lechfeldbahn egy normál nyomtávú, 27,4 km hosszú, nem villamosított vasútvonal Bobingen és Landsberg am Lech között Németországban.

## Képgaléria

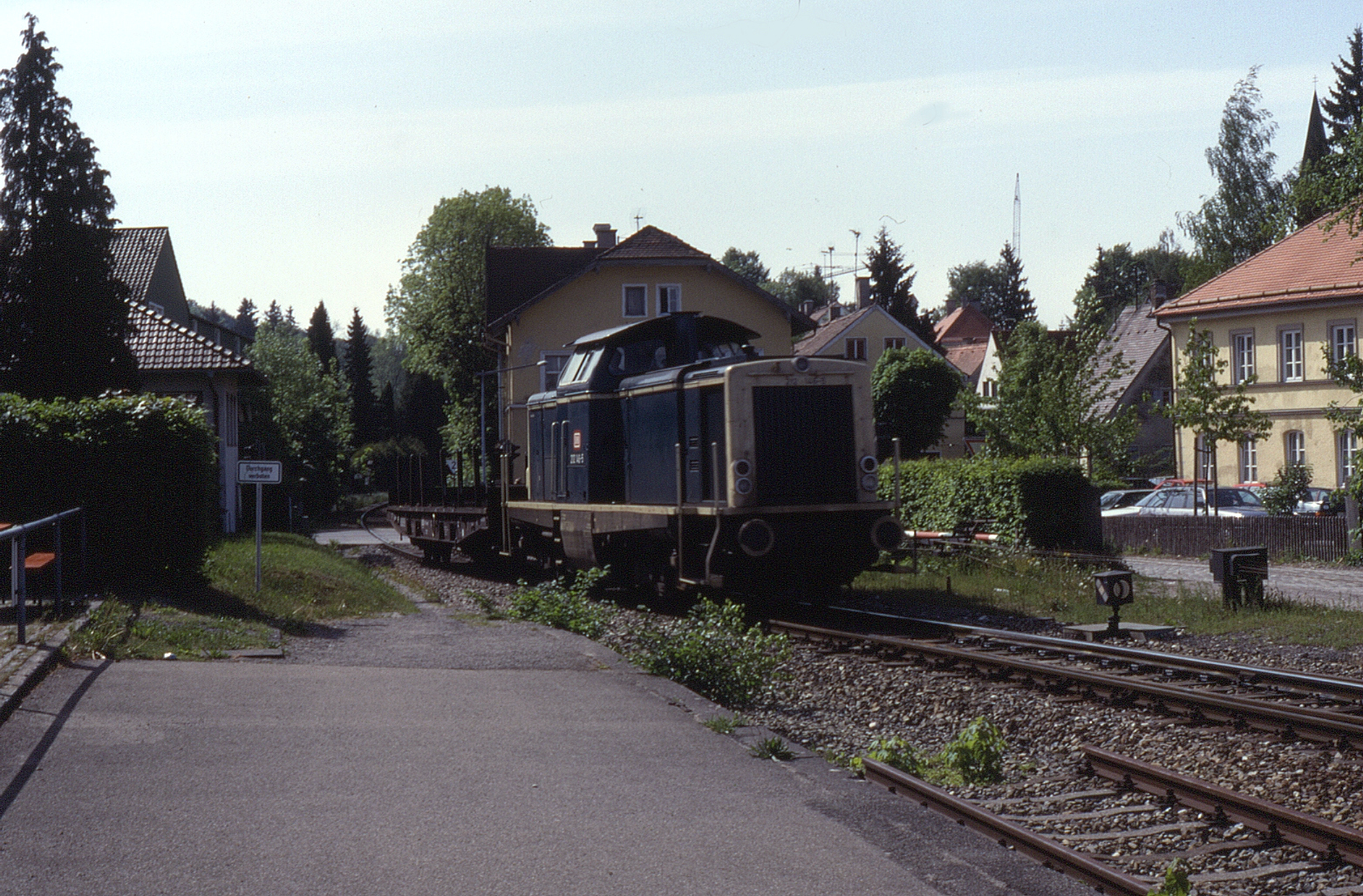
Tolatómozdony 1992-ben
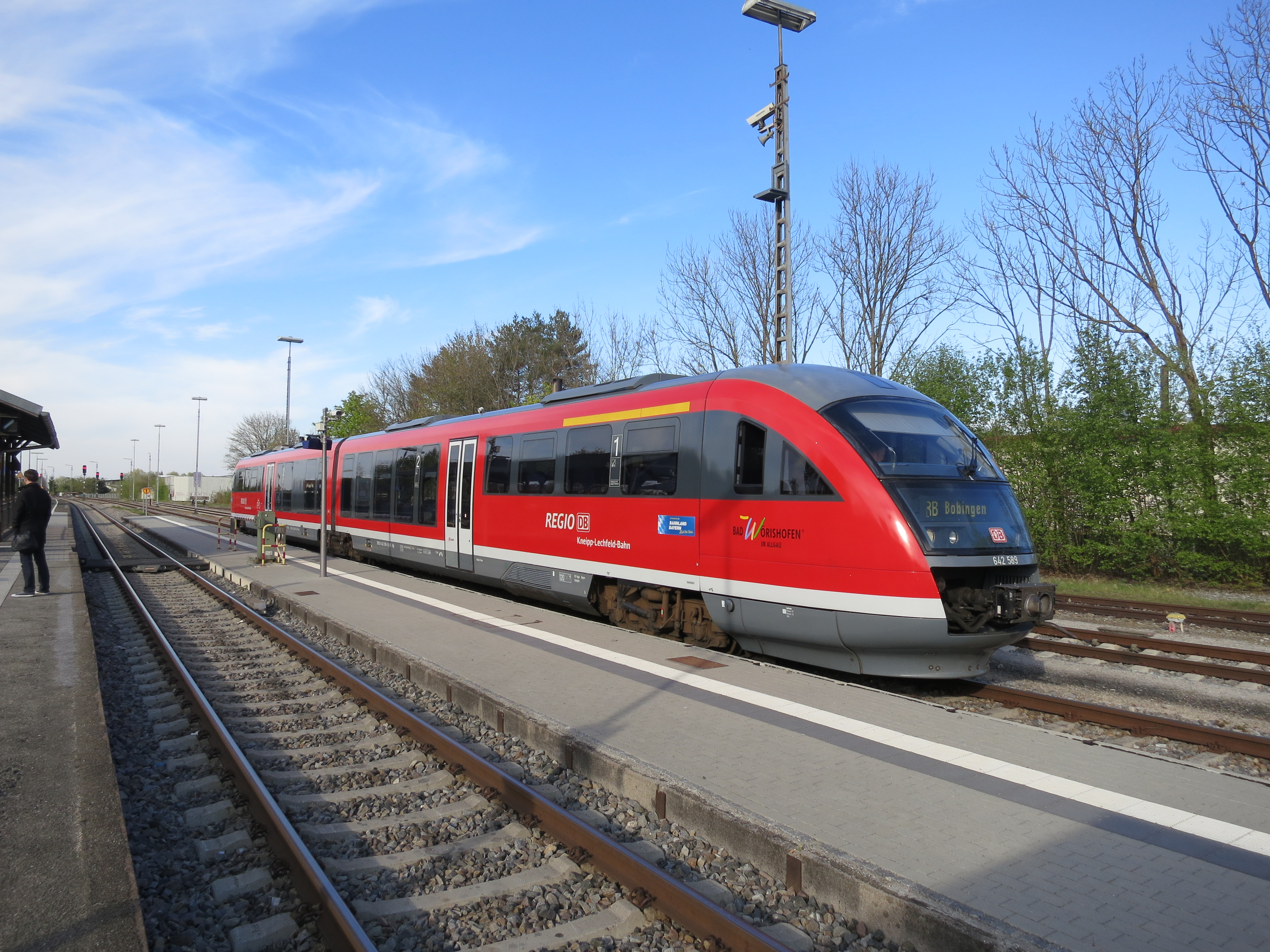
Siemens Desiro motorvonat Bobingen állomáson
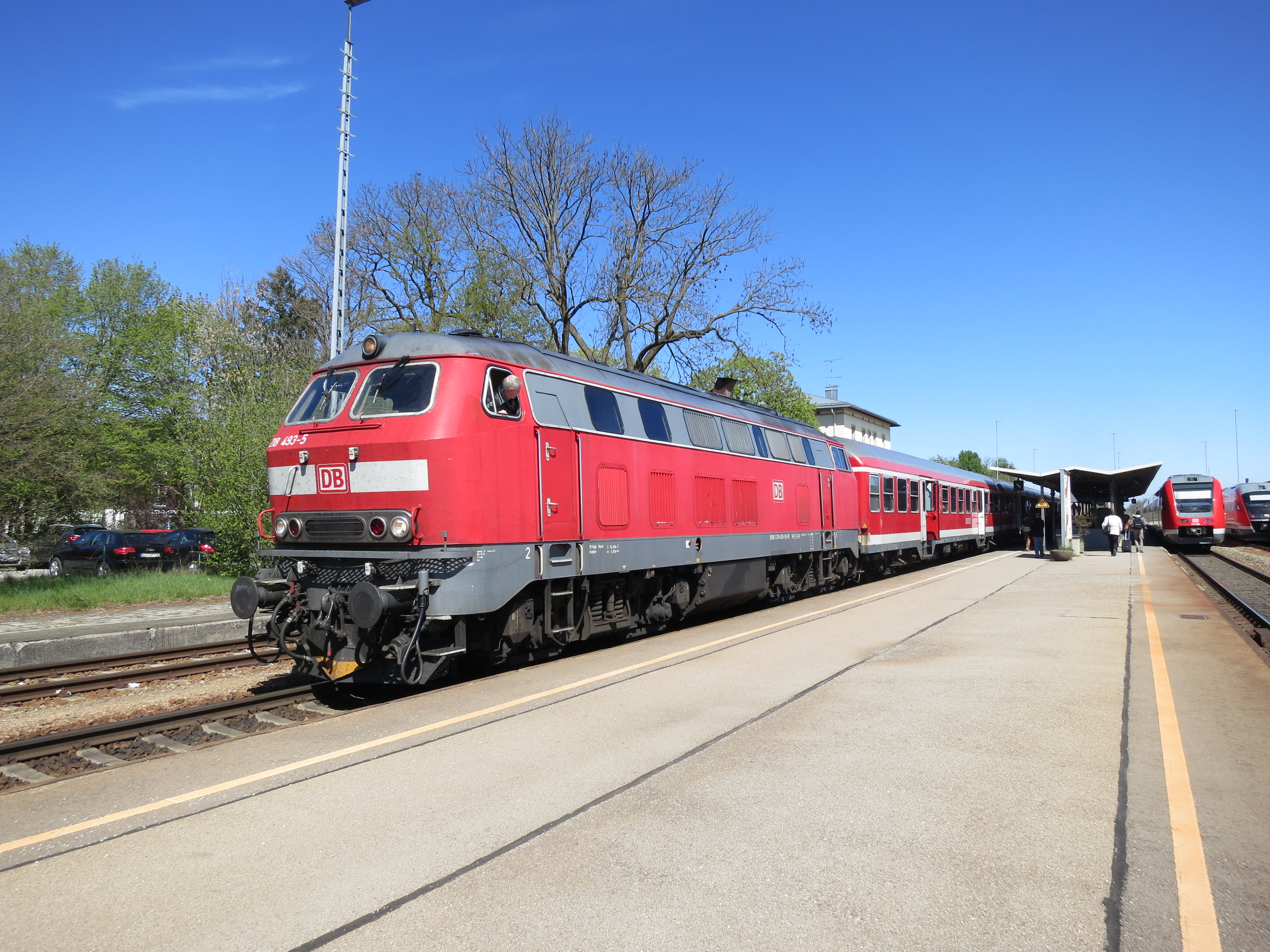
Bahnhof Kaufering
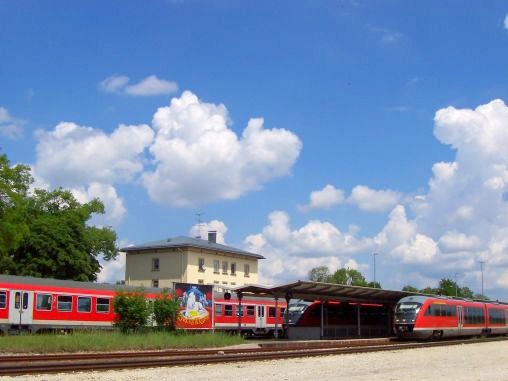
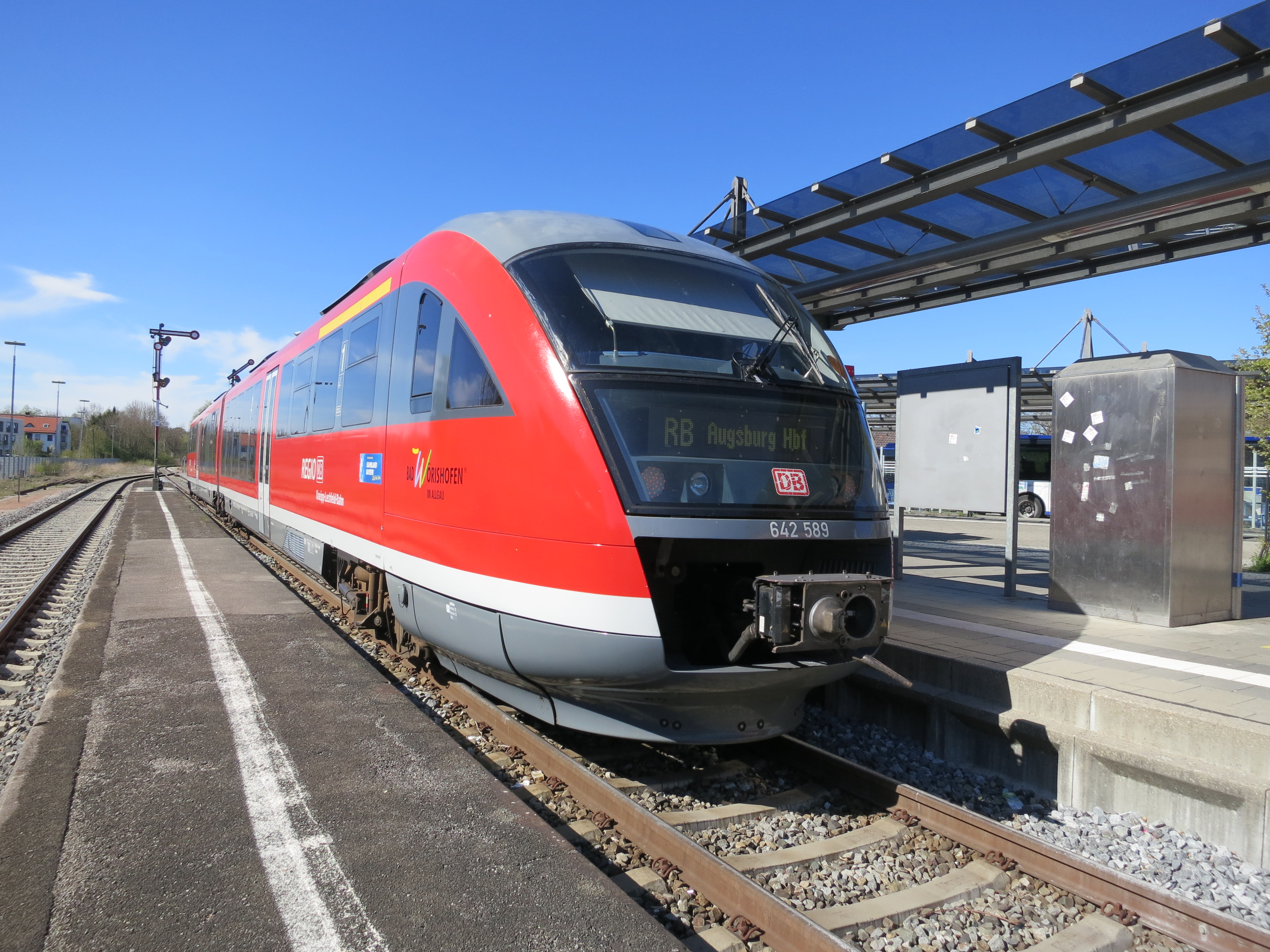